# Inre Arvidsträsket
Inre Arvidsträsket är en sjö i Älvsbyns kommun i Norrbotten och ingår i Piteälvens huvudavrinningsområde. Sjön har en area på 1,59 kvadratkilometer och ligger 132 meter över havet. Inre Arvidsträsket ligger i Piteälven Natura 2000-område. Sjön avvattnas av vattendraget Borgforsälven.

## Delavrinningsområde
Inre Arvidsträsket ingår i det delavrinningsområde (728543-173203) som SMHI kallar för Inloppet i Yttre Arvidsträsket. Medelhöjden är 153 meter över havet och ytan är 6,71 kvadratkilometer. Räknas de 16 avrinningsområdena uppströms in blir den ackumulerade arean 134,44 kvadratkilometer. Borgforsälven som avvattnar avrinningsområdet har biflödesordning 2, vilket innebär att vattnet flödar genom totalt 2 vattendrag innan det når havet efter 50 kilometer. Avrinningsområdet består mestadels av skog (67 procent). Avrinningsområdet har 1,75 kvadratkilometer vattenytor vilket ger det en sjöprocent på 26,1 procent.